# 사와호
사와 호수(아랍어:  بحيرة ساوة)는 이라크 무탄나주에 위치한 내륙유역으로, 유프라테스강 근처, 알사마와 시에서 서쪽으로 약 23 km (14 mi) 떨어져 있었다. 이 호수는 표면 유입구 또는 유출구가 없었으나, 큰 카르스트 샘을 통해 카르스트 지하수(담맘)로 공급되었다. 담맘 대수층의 과도한 양수로 인해 지하수 수압이 낮아졌고, 호수는 5년 만에 말라붙어 2023년부터 사라졌다.

## 개요
사와 호수는 전기 전도도가 30~40mS/cm(TDS 기준 최대 35g/L)에 달하는 이라크의 독특한 수역이었다. 화학 및 동위원소 분석 결과 이 호수의 기원은 운석이며, 호수 바닥에서 균열과 틈새를 통해 상승하는 지하수가 주요 공급원임을 확인하였다. 이 호수는 길이가 4.47 km, 폭이 1.77 km인 긴 형태를 띠고 있었다. 호수 수위는 호수 동쪽으로 흐르는 유프라테스강과 샤트알아랍강, 그리고 17~20m 해발고도의 페르시아만보다 5~7m 높았다. 호수 주변에는 석고 지형이 형성되어 있었는데, 어떤 경우에는 이 석고 지형이 6m 높이에 달하기도 했다. 이는 짠물의 증발과 호수 얕은 곳에 소금이 침전되어 형성된 것이다. 석고 지형은 호수에서 주변 지역으로 물이 흐르는 것을 막는 댐 역할을 했다.

## 기후
사와 호수는 건조한 기후가 특징이다. 최고 및 최저 기온은 (27.6~44.6) °C 범위이다. 연평균 강수량은 연간 110 mm이며, 증발량은 7월에 가장 높고(506 mm) 1월에 가장 낮다(89 mm). 전반적인 바람 방향은 북서풍이며 풍속은 4.1 m/s이다.

## 동식물
짠물 때문에 호수나 그 주변에는 식물이 자라지 않는다. 물고기와 조류가 가장 중요한 수생 생물이다. 사와 호수에는 열대송사리과의 아라비아 투스카프속에 속하는 한 종류의 물고기가 서식하는데, 부드러운 외형, 작은 크기(10cm를 넘지 않음), 그리고 죽으면 눈이 빠르게 사라지는 특징이 있다. 또한 올리고세 시대부터 현재까지 기수에서 서식하는 복족류 속의 포마티오프시스 트라이언도 특히 호수 바닥에서 발견된다.
수생 생물이 적은 것과 달리 사와 호수에는 새들이 풍부하다. 사와 호수와 주변 지역에서 25종의 텃새와 철새가 관찰되었다. 호수에는 주로 오리와 물닭(Fulica atra)을 포함한 많은 수의 물새가 서식했다. 토착종인 논병아리(Tachybaptus ruficollis iraquensis)와 메소포타미아 까마귀(Corvus cornix capellanus)가 발견되며, 거의 고유종인 검은깃여새사촌도 서식한다. 지역 주민과 사냥꾼들은 특히 봄과 가을에 "다양한 종류의 맹금류"가 자주 출현한다고 보고했으며, 이는 이 지역이 중요한 중간 기착지임을 시사한다.
호수 서쪽의 사막 지역, 유프라테스강 서쪽 지류와 과수원을 포함하는 담수 습지대, 그리고 호수 남부의 평평한 건조/반사막 지역에는 상당한 야생동물 다양성이 있을 수 있다. 발견된 포유류로는 흰꼬리모래여우, 줄무늬하이에나(취약근접종), 라텔, 인도회색몽구스(Urva edwardsii)가 있다. 발견된 파충류로는 물뱀(아마도 Natrix tessellata)이 있었다.

## 환경 문제
사와 호수는 이라크의 독특한 폐쇄 수역이므로 과학, 교육 및 생물다양성 가치를 위해 보호해야 할 중요한 장소이다. 사와 호수는 사마와 시와 그 주변 지역에서 유일하게 이용 가능한 수역이기 때문에 인간의 침입만이 높은 위협으로 간주되었다. 인기 있는 소풍 장소이지만, 이로 인해 호수 주변 곳곳에 엄청난 양의 쓰레기가 쌓였다. 방문객이나 정부가 현장에서 쓰레기를 관리하거나 제거하려는 노력은 없는 것으로 보인다. 호수에는 식물(갈대밭 등)이 없어 물새들이 방문객이나 사냥꾼으로부터 피할 곳이 거의 없다. 세 가지 위협이 '높음'으로 분류되었다: 도시 확장(호수 주변에 새로운 건축물이 포함될 수 있는 투자 프로젝트가 진행 중이라는 정보가 팀에게 전달됨); 주로 낚시(주로 그물)와 조류 사냥으로 대표되는 사냥; 그리고 잦은 방문객으로 인한 오염. 다른 위협(농업, 자원 추출, 교통 및 서비스 통로, 자연 시스템 변경)은 '낮음'으로 간주되었다. 이 호수는 2014년부터 보호 람사르 습지로 지정되었다.

## 호수 건조
2014년 이후 5제곱킬로미터(2제곱마일) 면적의 호수가 말라가고 있었다. 이 호수는 또한 철새의 중간 기착지이기도 했다. 2022년 4월, 이 호수는 수천 년 만에 처음으로 완전히 말라붙었다.